# Luštica
Luštica (cyr. Луштица) – półwysep w zachodniej Czarnogórze, położony pomiędzy otwartym Morzem Adriatyckim a Zatoką Kotorską.
Leży naprzeciwko chorwackiego półwyspu Prevlaka. U jego wybrzeża położona jest wyspa Mamula.